# Hartes Land
Hartes Land — пятый студийный альбом финской метал-группы Timo Rautiainen & Trio Niskalaukaus, выпущенный в 2004. Это второй альбом группы на немецком языке после In frostigen Tälern. На Hartes Land были переведены на немецкий песни с альбомов Rajaportti и Kylmä tila, а также песня «Nyt on mies!», изначально выпущенная на мини-альбоме Kuilun partaalla.

## Список композиций
1. Trauerkleid (Surupuku)
2. Nyt on mies!
3. Elegie (Elegia)
4. Hartes Land (Kova maa)
5. Der gute Mann (Hyvä ihminen)
6. Kalter Zustand (Kylmä tila)
7. Zeit der steigenden Säfte (Juoksevan veden aika)
8. Die Last (Taakka)
9. Schneewanderer (Lumessakahlaajat)
10. Ihr braucht mich nicht (Te ette tarvitse minua)
11. Wiegenlied (Kehtolaulu)

## Состав
- Раутиайнен, Тимо Аулис — вокал, гитара
- Яркко Петосалми — гитара
- Яри Хуттунен — гитара
- Сеппо Похйолайнен — ударные, бэк-вокал
- Нилс Урсин — бас

## Рецензии
- Imperiumi.net: [1]